# 石黒浩
石黒 浩 (いしぐろ ひろし、1963年10月23日 - ) は、日本のロボット工学者、工学博士。大阪大学大学院基礎工学研究科教授（栄誉教授）、国際電気通信基礎技術研究所石黒浩特別研究所所長、国立情報学研究所客員教授、AVITA株式会社代表取締役CEO をそれぞれ務める。科学技術振興機構・ムーンショット型研究開発事業・プロジェクトマネージャー、2025年日本国際博覧会（大阪・関西万博）テーマ事業プロデューサー。
人間酷似型ロボット研究の第一人者で、二足歩行ロボットや外見や動作が人間に酷似するアンドロイドなどを研究する。自身そっくりの遠隔操作型アンドロイドの「ジェミノイド」や自律対話型アンドロイド「エリカ」などを開発。
また、石黒が参加する産学協同の「チーム大阪 (Team OSAKA)」は、ロボカップ世界大会のサッカー競技ヒューマノイドクラスで2004年から2007年まで優勝した。
「ロボット学とは哲学そのものである」が信条で、学際的なアプローチにより「人間とは何か」を探求している。著書に『ロボットとは何か』(2009年)、『アンドロイドは人間になれるか』(2016年)，『アバターと共生する未来社会』(2023年)など。

## 略歴

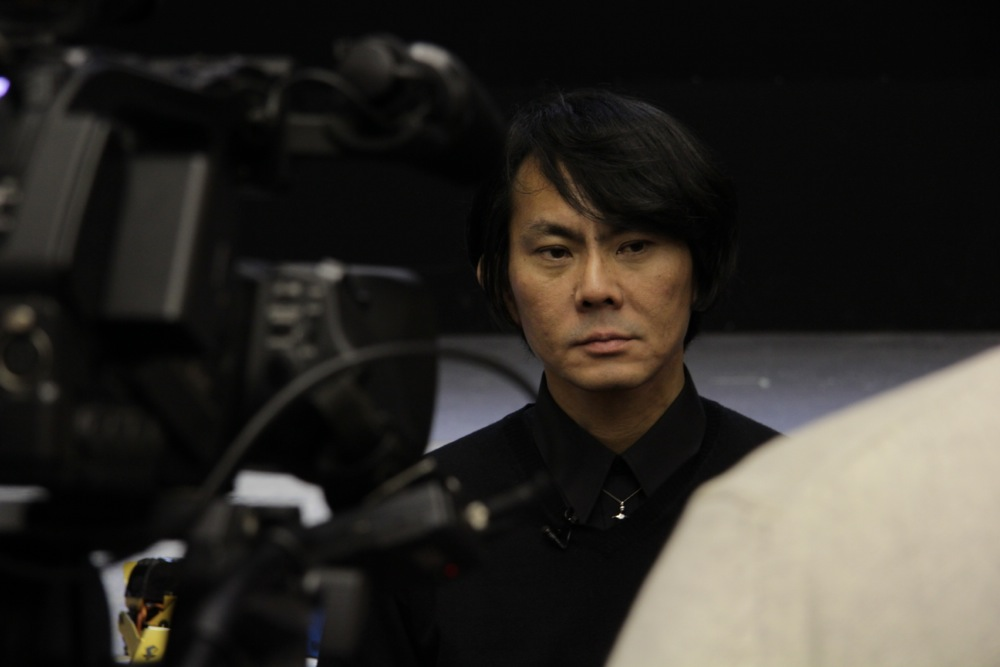
石黒 浩 (2011)

- 1963年 滋賀県高島郡安曇川町（現・高島市）生まれ
- 1982年 滋賀県立高島高等学校卒業[7]
- 1986年 山梨大学工学部計算機科学科卒業[8]
- 1991年 大阪大学大学院基礎工学研究科物理系専攻博士課程修了[8]
- 1991年 山梨大学工学部情報工学科助手 (1992年まで)[8]
- 1992年 大阪大学基礎工学部システム工学科助手 (1994年まで)[8]
- 1994年 京都大学大学院工学研究科情報工学専攻助教授 (1998年まで)[8]
- 1998年 カリフォルニア大学サンディエゴ校客員研究員 (1999年まで)[8]
- 1998年 京都大学大学院情報学研究科社会情報学専攻助教授 (2000年まで)[8]
- 1999年 国際電気通信基礎技術研究所 (ATR) 知能映像研究所・客員研究員 (2002年まで)[8]
- 2000年 和歌山大学システム工学部情報通信システム学科助教授 (2001年まで)[8]
- 2001年 和歌山大学システム工学部情報通信システム学科教授 (2002年まで)[8]
- 2002年 ATR知能ロボティクス研究所第2研究室客員室長 (2011年まで)[8]
- 2002年 大阪大学大学院工学研究科知能・機能創成工学専攻教授 (2009年まで)[8]
- 2009年 大阪大学大学院基礎工学研究科システム創成専攻教授[† 1][8]
- 2010年 ATRフェロー[† 1][9]
- 2011年 ATR石黒浩特別研究室客員室長 (2013年まで)
- 2013年 大阪大学特別教授 (2016年まで)[8]
- 2014年 国際電気通信基礎技術研究所石黒浩特別研究所所長
- 2015年 IDM Lab Sdn Bhd（Imagineering Institute）グローバルリサーチフェロー
- 2017年 大阪大学栄誉教授[† 1][8]
- 2017年 ソニーグループ株式会社 ビジティング・シニア・サイエンティスト[† 1][8]
- 2019年 先導的学際研究機構共生知能システム研究センター センター長[† 1][8]
- 2020年 科学技術振興機構・ムーンショット型研究開発事業[5]ムーンショット目標1-1「誰もが自在に活躍できるアバター共生社会の実現」[10][11]・プロジェクトマネージャー[6]
- 2020年 2025年日本国際博覧会（大阪・関西万博）テーマ事業プロデューサー[6]
- 2021年 AVITA株式会社を設立し、代表取締役CEOに就任[12]。

1. 1 2 3 4 5  2021年現在在職中

その他、ヴィストン株式会社特別顧問、次世代ロボット開発ネットワークRooBOアドバイザー、第2回星新一賞最終選考委員なども務める。

## 受賞歴

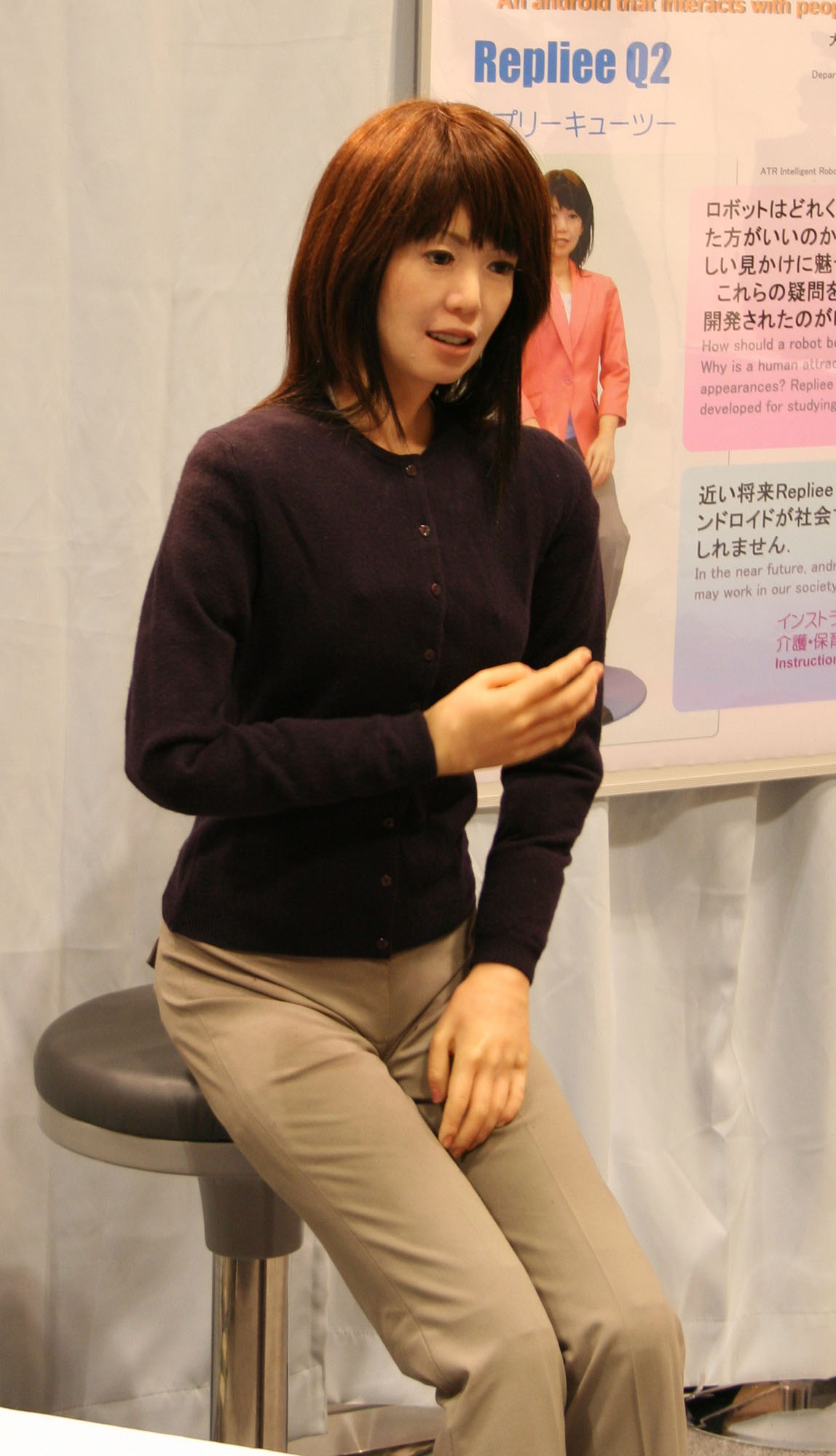
リプリーＱ2

- 2005年 遠隔操作型アンドロイド「ジェミノイド」が世界記録、成人女性型アンドロイド「リプリーＱ2」が実物そっくりなアンドロイド、としてそれぞれギネス世界記録に記載[13] される。
- 2007年7月 CNNが「世界を変える8人の天才」に選出する[14]。
- 2007年10月 英国のコンサルタント会社が「生きている天才100人」で日本人最高の26位に選出[15] する。
- 2011年 大阪文化賞を受賞する。
- 2015年 文部科学大臣表彰、シェイク・ムハンマド・ビン・ラーシド・アール・マクトゥーム知識賞をそれぞれ受賞する。

## 活動

### Team Osaka
石黒の阪大研究室、京都大学ロボ・ガレージ、システクアカザワ社、ヴイストン社、国際電気通信基礎技術研究所らが参画する「Team OSAKA」のロボットVisiON (ヴィジオン) は、2004年にリスボンで開かれた「ロボカップ2004世界大会」で、自律型ロボットによるサッカー競技のヒューマノイド・リーグでクラス優勝した。VisiONは自律歩行型で、思考して行動し人間の指示を要さず、二足歩行で転倒しても自立する。

### その他
- 映画『サロゲート』の冒頭に登場シーンがあり、この映画は「決して荒唐無稽なSFではない」と述べている[16]。
- 2012年に3代目桂米朝の米寿を記念し、高齢の米朝に代わり子息の5代目桂米團治が動作モデル[17][18][19] を務めて「米朝アンドロイド」を製作したが、米朝は「気色悪い」と感想を語った。
  - 米朝の死後、追悼番組で桂鞠輔が「動いている米朝師匠を見たことがない」と発言し、桂南光が「そいつアンドロイドちゃうか?!」とネタにした[20]。
- 「次にロボットが爆発的に流行るとしたら様々な要因から中国」[21] として、2015年に中国のロボット研究施設と女性ロボット「ヤンヤン」を共同開発した[22]。
- 2019年、高台寺と共にアンドロイド菩薩「マインダー」を作成。欧米のメディアで反響があった。
- 平田オリザ主宰の劇団青年団とともにアンドロイド演劇を創作している。
- 2022年、河野太郎デジタル相のアンドロイドを作成。
- 2025年5月、長谷工コーポレーションとの協力で、5年後の未来の家をイメージした住宅「ivi house（アイヴィ・ハウス）」を都内に完成。内覧会を開いた[23][24]。

## 書籍

### 著書
- 『コミュニケーションロボット 人と関わるロボットを開発するための技術 知の科学』（著者:石黒浩 宮下敬宏 神田崇行、編者:人工知能学会）（2005年4月20日、オーム社）ISBN 9784274200656
- 『はじめてのロボット工学 製作を通じて学ぶ基礎と応用』（著者:石黒浩 浅田稔 大和信夫、監修:ロボット実技学習企画委員会）（2007年1月20日、オーム社）ISBN 9784274203596
  - 『はじめてのロボット工学 第2版 製作を通じて学ぶ基礎と応用』（著者:石黒浩 浅田稔 大和信夫）（2019年3月1日、オーム社）ISBN 9784274223402
- 『アンドロイドサイエンス 人間を知るためのロボット研究』（2007年9月28日、毎日コミュニケーションズ）ISBN 9784839923846
- 『爆笑問題のニッポンの教養 ロボットに人間を感じるとき…知能ロボット学』（著者:太田光 田中裕二 石黒浩）（2007年12月7日、講談社）ISBN 9784062826044
- 『GIS NEXT(第23号) 特集 ロボットが見つめる空間』（著者:石黒浩 長井忠 ほか）（2008年4月1日、ネクストパブリッシング）ISBN 9784903898056
- 『ロボットとは何か 人の心を映す鏡』（2009年11月20日、講談社現代新書）ISBN 9784062880237
- 『ロボットは涙を流すか 映画と現実の狭間』（著者:太田光 田中裕二 石黒浩）（2010年2月3日、PHP研究所 PHPサイエンス・ワールド新書）ISBN 9784569775630
- 『生きるってなんやろか？ 科学者と哲学者が語る、若者のためのクリティカル「人生」シンキング』（2011年3月1日、毎日新聞社）ISBN 9784620320199
- 『どうすれば「人」を創れるか アンドロイドになった私』（2011年4月22日、新潮社）ISBN 9784103294214
  - 『どうすれば「人」を創れるか アンドロイドになった私』（2014年11月1日、新潮社 新潮文庫）ISBN 9784101262512
- 『アンドロイドを造る』（2011年8月12日、オーム社）ISBN 9784274210686
- 『人と芸術とアンドロイド 私はなぜロボットを作るのか』（2012年9月5日、日本評論社）ISBN 9784535586246
- 『“糞袋"の内と外』（2013年4月19日、朝日新聞出版）ISBN 9784023311800
- 『アンドロイドは人間になれるか』（2015年12月18日、文藝春秋 文春新書）ISBN 9784166610570
- 『人間と機械のあいだ 心はどこにあるのか』（2016年12月1日、講談社）ISBN 9784062203852
- 『人はアンドロイドになるために』（著者:石黒浩 飯田一史）（2017年3月25日、筑摩書房）ISBN 9784480804693
- 『枠を壊して自分を生きる。 自分の頭で考えて動くためのヒント』（2017年4月1日、三笠書房）ISBN 9784837926672
- 『人間とロボットの法則』（2017年7月28日、日刊工業新聞社）ISBN 9784526077319
- 『人間？機械？ 睡眠・ヒト型ロボット・無人操縦』（著者:柳沢正史 石黒浩 谷口恒 唐津治夢、編者:武田計測先端知財団）（2017年11月1日、丸善出版）ISBN 9784863453517
- 『僕がロボットをつくる理由 未来の生き方を日常からデザインする』（2018年3月20日、世界思想社）ISBN 9784790717089
- 『人とは何か』（2019年3月1日、NHK出版）ISBN 9784149110080 - NHKテキスト(2019年4月～6月)
- 『最後の講義 完全版 1000年後のロボットと人間』（2020年2月29日、主婦の友社）ISBN 9784074390908
- 『英文 How Human Is Human？:The View from Robotics Reserch 英文版:どうすれば「人」を創れるか:アンドロイドになった私 JAPAN LIBRARY』（著者:石黒浩、訳者:トニー・ゴンザレス）（2020年4月13日、出版文化産業振興財団）ISBN 9784866581378
- 『ロボットと人間 人とは何か』（2021年11月22日、岩波書店）ISBN 9784004319016
- 『ロボット学者が語る「いのち」と「こころ」』（2021年11月22日、緑書房）ISBN 9784895318730
- 『アバターと共生する未来社会』（2023年6月26日、集英社）ISBN 9784087861365

### 関連書籍
- 『我らクレイジー☆エンジニア主義』（編著:リクナビNEXT Tech総研）（2010年12月1日、中経出版 文庫）ISBN 9784806138952 - 石井裕、八谷和彦、石黒浩、大平貴之など技術者/クリエイターたち15人のインタビュー集